# 이유있는 반항 (2009년 영화)
《이유있는 반항》(영어: Youth in Revolt)은 2009년 개봉한 미국의 성장 로맨틱 코미디 드라마 영화이다. 미겔 아르테타가 연출하고, 마이클 세라, 포샤 더블데이, 진 스마트, 저스틴 롱, 레이 리오타, 스티브 부세미 등이 출연하였다.

## 줄거리
내성적인 16살 닉은 어머니 에스텔, 에스텔의 남자친구 제리와 오클랜드에서 살고 있다. 제리에게 속아 불량 차량을 산 해군들이 집까지 찾아와 위협하자 세 사람은 급히 도망쳐 클리어레이크 이동주택 주차장에서 살게 된다.   
닉은 주차장 인근에 사는 시니를 만나 한눈에 반하고, 첫경험을 시니와 할 수 있길 소망한다. 하지만 시니에겐 이미 남자친구가 있고, 닉은 곧 오클랜드로 돌아가게 된다.   
닉은 시니를 다시 만나기 위해 제2의 자아인 반항아 "프랜스와 딜린저"를 만들고, 프랜스와가 시키는대로 갖은 사고를 치기 시작하는데...   

## 출연
- 마이클 세라 - 닉 "니키" 트위스프 / 프랜스와 딜린저 역
- 포샤 더블데이 - 시니 손더스 역
- 진 스마트 - 에스텔 트위스프 역
- 메리 케이 플레이스 - 손더스 부인 역
- 잭 갤리퍼내키스 - 제리 역
- 저스틴 롱 - 폴 손더스, 시니의 오빠 역
- 레이 리오타 - 랜스 웨스콧 경찰관, 에스텔의 새 남자친구 역
- 스티브 부세미 - 조지 트위스프, 닉의 아버지 역
- M. 에밋 월시 - 필 손더스 역